# 烤架俱樂部
烤架俱乐部（Gridiron Club）是美國华盛顿哥伦比亚特区一家新闻机构。

## 历史
烤架俱樂部一度禁止吸納女会员，也禁止年度晚宴邀請女客人。即使国家记者俱乐部于1971年开始接纳女會員，但烤架俱樂部依然我行我素。1972年，烤架俱樂部終於在晚宴上邀請女性，其中包括几位女性国会议员以及科丽塔·斯科特·金和华盛顿邮报出版人凱瑟琳·葛蘭姆。 
烤架俱乐部於1975年接纳了第一批女记者成员，其中包括合众国际社的海倫·湯瑪斯。海伦·托马斯将在1993年成为俱乐部的第一位女主席。 
原本俱乐部會員主要是平面媒體新聞了為主，後來開始擴大到電視新聞媒體人，例如NBC新聞的提姆·拉瑟特。
该俱乐部于2008年与慈善机构烤架基金会合并，成立了烤架俱乐部和基金会，这是一个501(c)(3) 组织。俱乐部和基金会每年都会向许多新闻机构和学院提供奖学金，其中就包括马里兰大学、乔治华盛顿大学。

## 主席
俱乐部主席每年轮换一次。

## 烤架俱乐部晚宴
烤架俱乐部每年都會舉辦晚宴。
自該俱樂部成立至2020年，除格罗弗·克利夫兰之外的每一位美国总统都在晚宴上发過言。  晚宴通常在三月舉行。 
就像白宫记者协会晚宴一样，烤架俱乐部晚宴也受到批评，有人认为它鼓励记者与政治人物相處，可能記者在報道時會有所偏袒。 
由于2019冠狀病毒病疫情，烤架俱樂部晚宴没有在2020年和2021年举行。2022年4月2日，烤架俱樂部晚宴恢復举行，結果此次晚宴成為了一場病毒超級傳播事件，超过67人感染COVID-19，其中美國司法部長梅里克·加兰、美國农业部长汤姆·维尔萨克和美國商务部长吉娜·雷蒙多以及紐約市市長艾瑞克·亚当斯均感染COVID-19。

## 另見
- 白宮記者協會
- 国家记者俱乐部
- 艾尔弗雷德·E·史密斯纪念基金会晚宴
- 白宮記者協會